# Paweł Warchoł
Paweł Warchoł (ur. 20 maja 1958 w Krakowie) – polski grafik.

## Życiorys
Urodził się 20 maja 1958 w Krakowie. Jest synem Wacława i Józefy z domu Zajda pochodzącej z Kalwarii Zebrzydowskiej. Od dziecka rysował i to właśnie rysunek zadecydował, że po ukończeniu Szkoły Podstawowej nr 99 w Krakowie, kontynuował naukę w Państwowym Liceum Sztuk Plastycznych w Nowym Wiśniczu. Pierwszą liczącą się nagrodę odebrał w wieku 14 lat w krakowskim Muzeum Archeologicznym. Już w czasach licealnych zaczął sprzedawać rysunki w Krakowie, Gdańsku i Malborku. Liceum ukończył w 1979 r. W roku tym rozpoczął studia na Akademii Sztuk Pięknych w Krakowie, Wydział Grafiki w Katowicach, gdzie też w 1984 r. uzyskał dyplom z grafiki książkowej u Stanisława Kluski oraz z malarstwa i rysunku u Romana Nowotarskiego. 
W okresie studiów, współpracował z solidarnościowym „Głosem Nowej Huty”, gdzie debiutował jako rysownik-satyryk. W latach dziewięćdziesiątych rysunki satytyczne publikował m.in.: w „Dzienniku Beskidzkim” i „Trybunie Śląskiej”.
Żoną artysty jest pochodząca z Oświęcimia Małgorzata Holzman. Ma córkę Joannę (ur. 1993) i syna Grzegorza (ur. 1989). Od 1985 roku mieszka i tworzy w Oświęcimiu. 

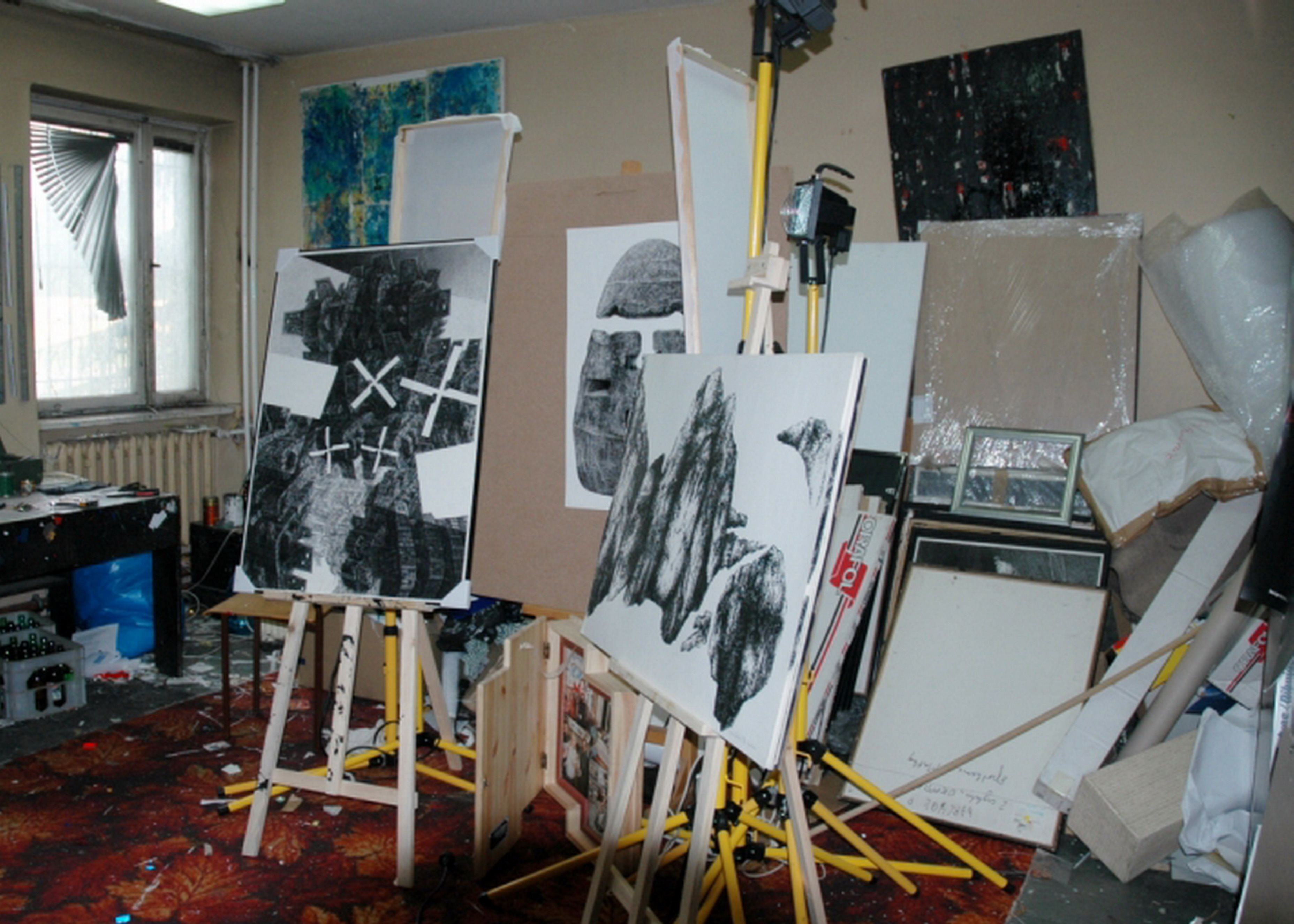
Atelier Pawła Warchoła w Oświęcimiu

Zajmuje się rysunkiem, malarstwem, grafiką wydawniczą i plakatem oraz fotografiką. Potrafi realizować swoje wizje w klasycznej, technice rysunku tuszem, tradycyjnym malarstwie olejnym, a jednocześnie operować najnowocześniejszym cyfrowym sprzętem fotograficznym i komputerowym.
Jest jednym z niewielu twórców którzy wybrali rysunek jako najważniejszy środek wyrazu swojej twórczości. Zrealizował kilkanaście cykli rysunkowych.
Prace oświęcimskiego artysty eksponowane były na ponad 200 wystawach zbiorowych; jest autorem ponad pięćdziesięciu wystaw indywidualnych.
Od 1989 r. należy do Związku Polskich Artystów Plastyków.
Był dwukrotnie stypendystą Ministerstwa Kultury i Sztuki, w 1986 i 1990 roku. W 1992 roku w Senacie RP odebrał nagrodę Polcul Fundation – Fundacji Wspierania Niezależnej Kultury Polskiej.

## Twórczość artystyczna

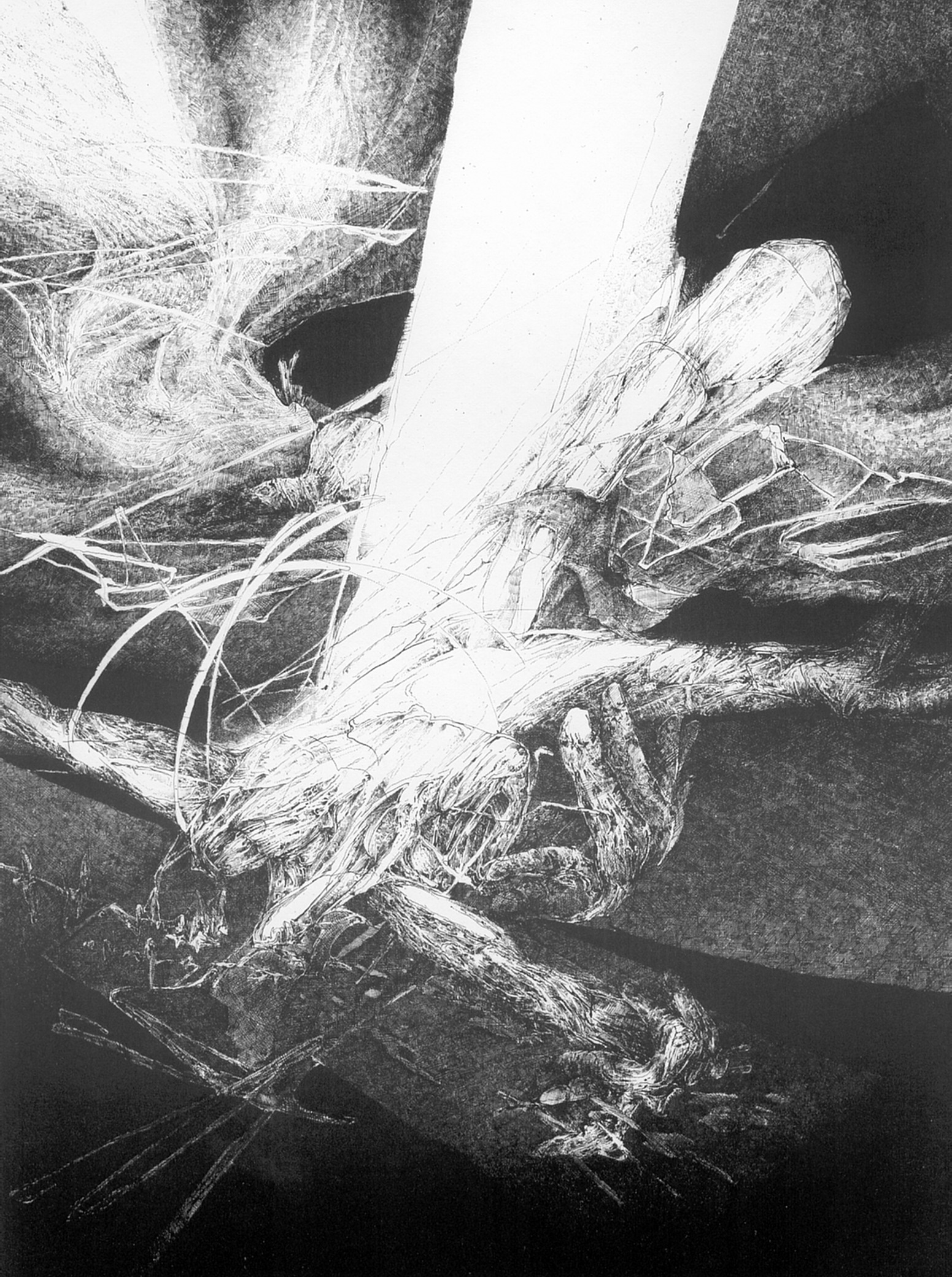
P. Warchoł – Przybicie do krzyża z cyklu „Oratio”

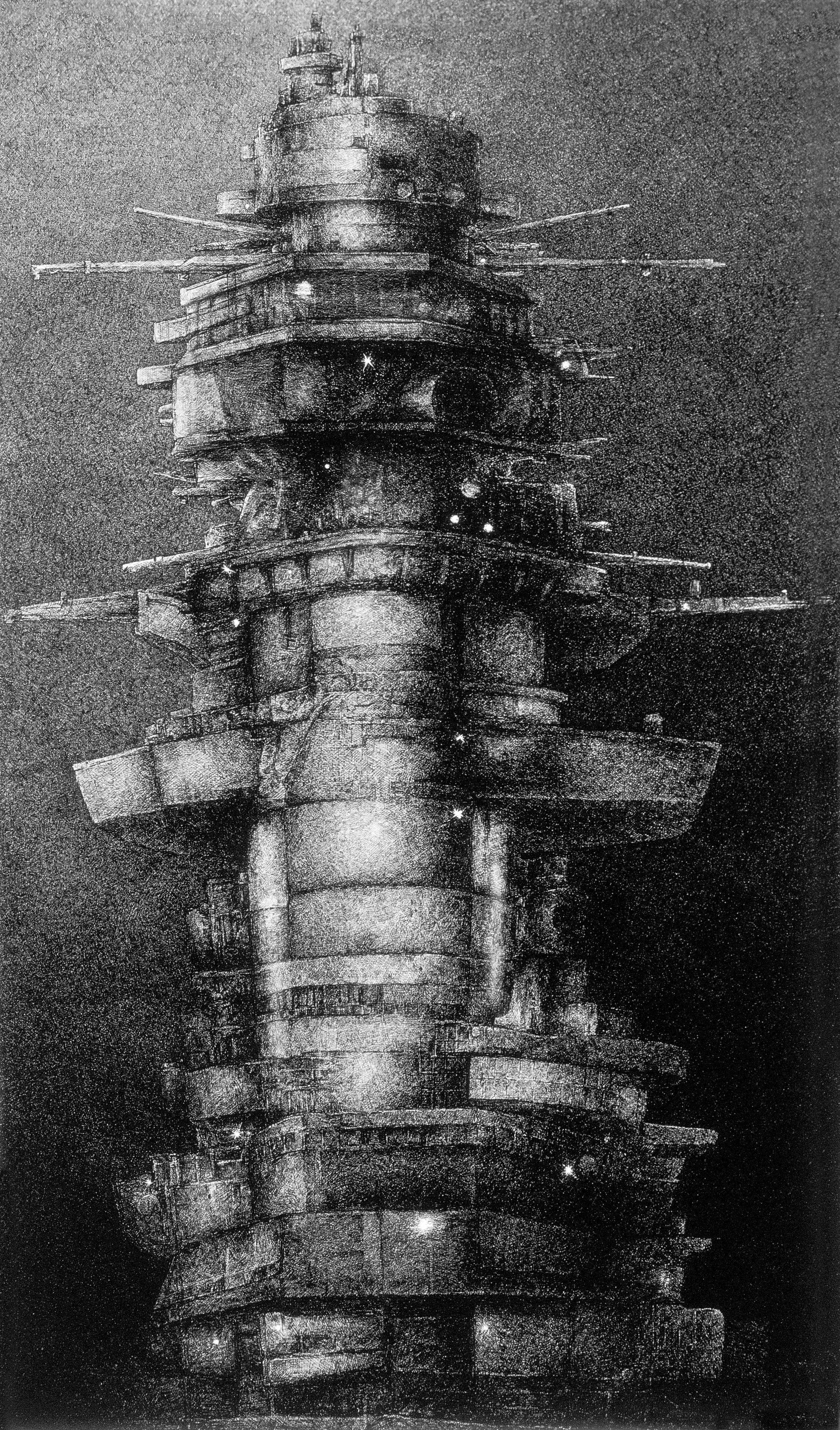
P. Warchoł – Pancernik 97 z cyklu „Pancerniki”

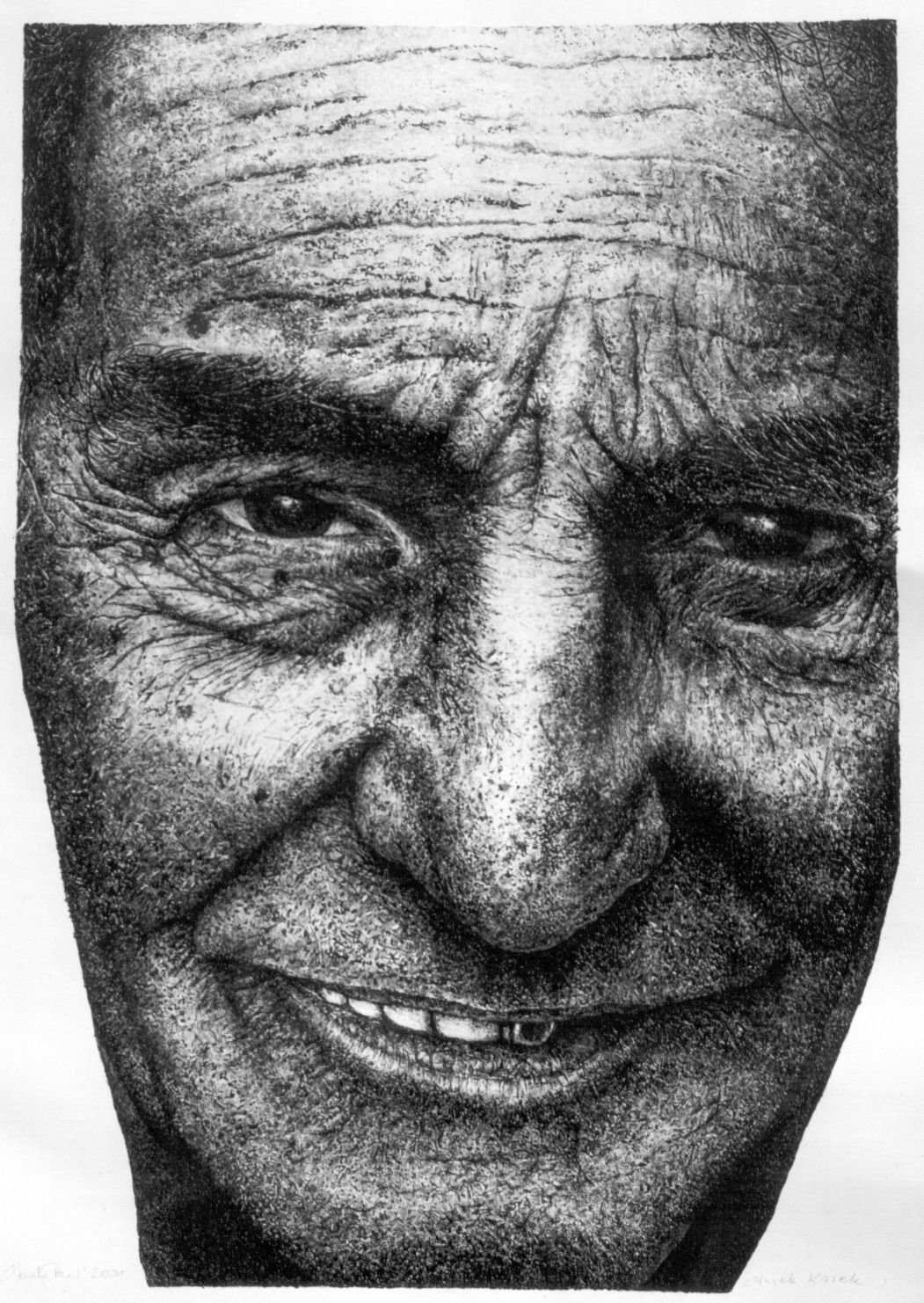
P. Warchoł – Unkel Kazek z cyklu „Warchoły”

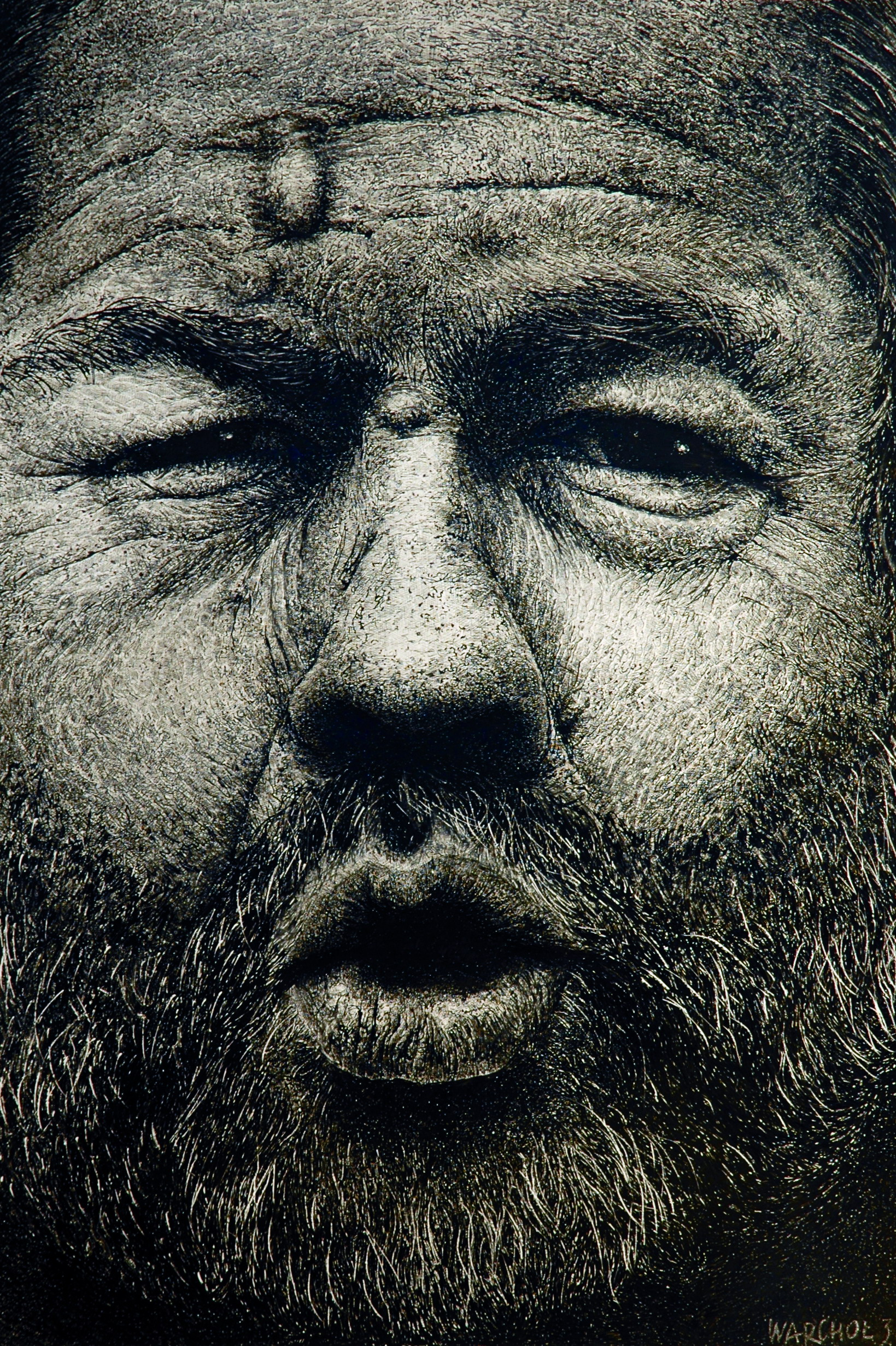
P. Warchoł - Samogłoska „ą” z cyklu „Mówię po polsku”

Artysta swoje prace wykonywane piórkiem w tuszu na kartonie, łączy w chronologiczne cykle rysunkowe:
„Eksploracje” (1984–1985) – to dzieła w których płaszczyzny nasycone czernią sąsiadują z ledwo co dotkniętymi piórkiem obszarami bieli. To rysunki o dynamicznych formach organicznych, układach pnączy, zaułkach, tajemniczych budowlach, fortecach i zamkach.
„Oratio” (1985–1988) - poprzedzone kilkunastoma rysunkami pt. „Modlitwa” – to 14 rysunków piórkiem na kartonach o formatach 70 na 100 cm, będących próbą indywidualnej pełnej ekspresji interpretacji poszczególnych stacji drogi krzyżowej. 
„Auschwitz” (1987–1988) – to 14 plansz przedstawiających dramatyczny obraz scen obozowych. Plansze stanowią kompozycje rysunku i fragmentów zdjęć z archiwum KL Auschwitz, ukazujących ludzkie szczątki, włosy i pasiaki. 
Cykl zakupiony w 1989 r. i eksponowany w Kościele Pamięci Marcina Lutra w Berlinie (Mariendorf)
„Szczątki” – 7 rysunków.
„Holzmachiny” (od 1984) – ok. 50 grafik, które są wizją świata pozbawionego kontroli, strasznego i ponurego, przedstawioną przez artystę w postaci wielkich drewnianych budowli, olbrzymich konstrukcji i gigantycznych machin, uruchamianych przemyślnie skonstruowanym napędem. 
„Holzmachiny” znalazły miejsce obok najwybitniejszych dzieł polskiej sztuki w krakowskim Muzeum Narodowym.
„Walce” (1988 - 1992) – to twory w postaci kamiennych kręgów, surowe w swej formie, zimne i chropawe. Walce są metaforą tego co działo się w obozie. W tym cyklu walec jest utożsamieniem siły niszczącej, która potrafi zmiażdżyć nawet człowieczeństwo.
„Fragmenty” (1990–1993) – prace o tematyce związanej z KL Auschwitz.
W zbiorach państwowego Muzeum Auschwitz-Birkenau w Oświęcimiu.
W latach 90. Paweł Warchoł rozpoczął realizacje rysunków nawiązujących do księgi Genesis Starego Testamentu, jednak po zrealizowaniu kilkunastu prac porzucił pracę nad tym cyklem. Prace niestety uległy rozproszeniu, trafiły do kolekcji prywatnych i nie były publikowane w katalogach, nie zachowała się też żadna ich dokumentacja.
„Elementy” (1995) – ok. 30 grafik powstałych podczas plenerów w Jurze Krakowsko-Częstochowskiej.
Lata 1997–2000 to czas tworzenia dwu cykli realizowanych jednocześnie, są nimi:
„Pancerniki” – w pewnym sensie powrót do „Holzmachin”; artysta przy pomocy czerni i bieli wyczarowuje własną wizję udziwnionych konstrukcji, połączonych obręczami, klamrami i nitami.
„Bunkry” (22 rysunki) – to obiekty o zagadkowych i tajemniczych kształtach, o owalnych formach z których zieje nicość, mroczna pustka i groza.
Prezentowane były na kilkudziesięciu wystawach w kraju i za granicą; uhonorowane zostały 8 nagrodami i wyróżnieniami, w tym Grand Prix - Nagrodą Ministra Kultury i Dziedzictwa Narodowego na VI Międzynarodowym Triennale Sztuki, Majdanek 2000 w Lublinie (spośród nadesłanych 3148 prac przez 1014 artystów z 55 krajów).
„Bunkry” trafiły do kolekcji „Znaki Czasu” - „Fundacji dla Śląska”, powołanej przez Ministra Kultury, w celu stworzenia kolekcji zawierającej dzieła najwybitniejszych współczesnych artystów polskich.
„Rysunki” (1998 – 2000) – prace, w których po raz pierwszy pojawia się wysublimowany kolor, najczęściej delikatna żółć lub złocisty ugier.
„Całun” (1998 – 2000) – prace zainspirowane wnętrzem barokowej bazyliki Kalwarii Zebrzydowskiej. Artysta łączy w nich czerń tuszu nanoszonego rapidografami, pędzlami lub wręcz bezpośrednio palcami z różnymi odcieniami złotych farb akrylowych.
„Chrzcielnice” (2000) – 5 prac inspirowanych chrzcielnicą z Katedry Gnieźnieńskiej, w której autora zafascynowała niesamowita energia tkwiąca w tak surowej, wręcz prymitywnej bryle. 
Prace z cyklu „Chrzcielnice” wielokrotnie były prezentowane na wystawach w tym na V Triennale Sztuki Sacrum „Ku cywilizacji życia” w Częstochowie w 2002 r.
„Warchoły” (2001) – są portretami krewnych (wujków) artysty, Bardzo dokładna kreska oddaje wszystkie anatomiczne szczegóły. Osoby narysowane zostały z defektami i w naturalistyczny sposób pomarszczone. Cienkie kreski dają niezwykły efekt trójwymiarowości i fotograficznej dokładności.
Cykl ten rok później prezentowany był na III Europejskim Biennale w Pilźnie, gdzie otrzymał II nagrodę.
„Krzyże” (2002) - studia rysunkowe o charakterze dokumentalnym, krzyży z cmentarza greckokatolickiego w Radrużu koło Lubaczowa. 
„Skargi Hioba” (2006) – rysunki o tematyce sakralnej widziane przez pryzmat Auschwitz.
Nagrodzone III Nagrodą na Triennale Sztuki Sacrum w Częstochowie w 2006 r.
Obecnie artysta wykonuje portrety z cyklu „Made in Poland” oraz' „Mówię po polsku”'. W kolejnych odsłonach stosuje interesującą metodę komponowania wyrazu twarzy. Do cyklu „Mówię po polsku” włączył portrety samego siebie wypowiadającego polskie głoski, jak: ą, ć, ę, ś, ź, ż.
Paweł Warchoł jest też autorem projektu łańcucha rektorskiego dla Państwowej Wyższej Szkoły Zawodowej w Oświęcimiu. Składa się on z 10 ogniw, które są jednocześnie herbami miast i gmin powiatu oświęcimskiego oraz województwa małopolskiego.

## Nagrody i wyróżnienia

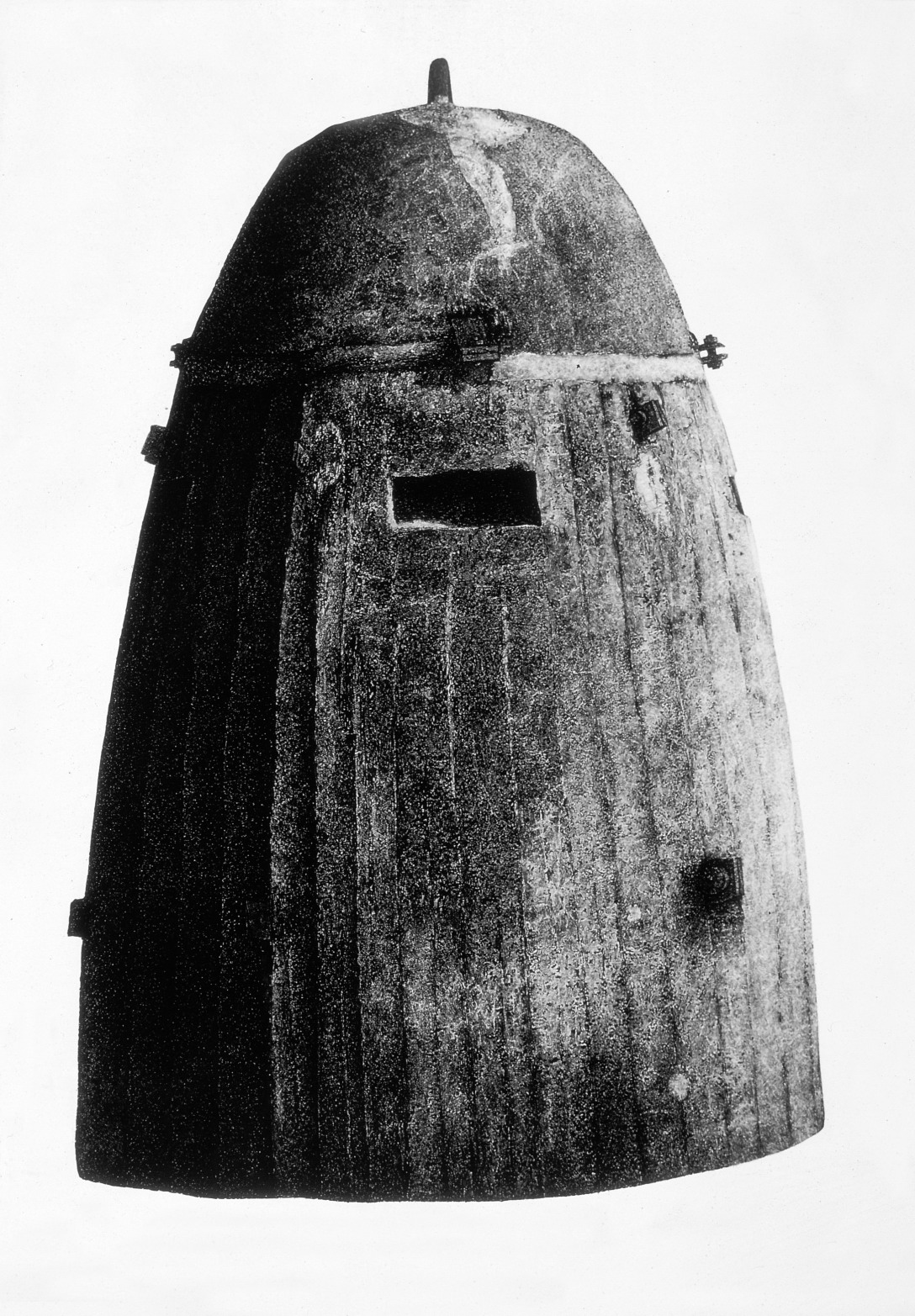
P. Warchoł - Bunkier XI z cyklu „Bunkry”

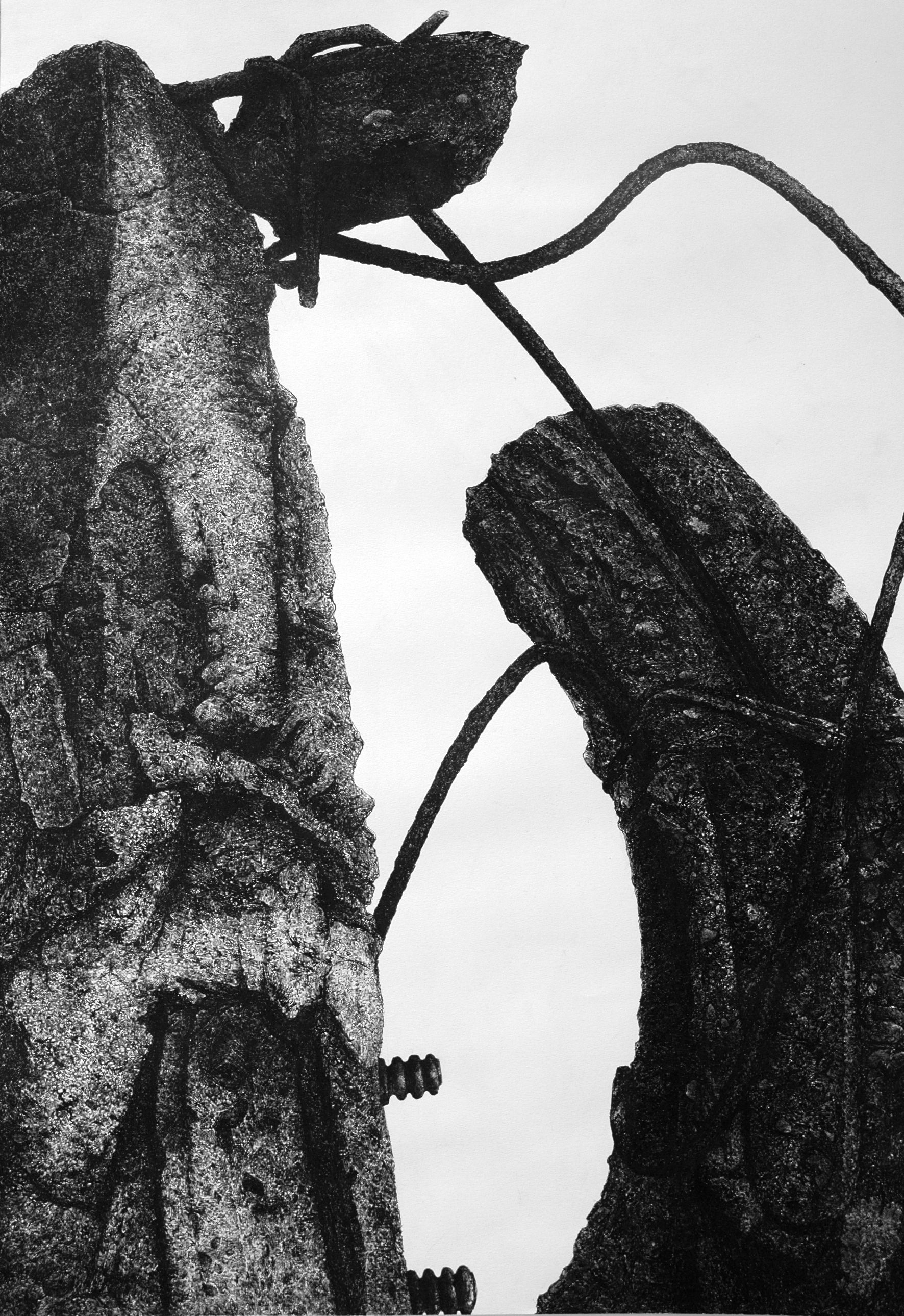
P. Warchoł – Skargi Hioba

- 1986 - Nagroda w I Międzynarodowym Triennale Rysunku, Kalisz;
- 1988 - Nagroda Kontraktów Roździeńskich w konkursie na rysunek jednobarwny Prezydenta Miasta Katowice • II Nagroda na wystawie „Natura Matka Ludzi”, Suwałki • Wyróżnienie na III Międzynarodowej Wystawie Miniatury Artystycznej, Toronto;
- 1989 - Nagroda Kontraktów Roździeńskich w konkursie na rysunek jednobarwny Prezydenta Miasta Katowice • III Nagroda w konkursie malarskim „Prowincja III”, Włocławek;
- 1991 - III Nagroda Graficzna na wystawie „Kunst'91, Haus der Kunst”,  Monachium;
- 1998 - Wyróżnienie w Zimowym Salonie Sztuki, Bielsko-Biała;
- 2000 - Nagroda Ministra Kultury i Dziedzictwa Narodowego - Grand Prix VI Międzynarodowego Triennale Sztuki „Majdanek „2000”, Lublin • Główna Nagroda Ministra Kultury i Dziedzictwa Narodowego w III Triennale Autoportretu, Radom • Wyróżnienie w Międzynarodowej Wystawie Miniatury Gaude Mater, Częstochowa • Wyróżnienie w V Jesiennym Salonie Sztuki, Ostrowiec Świętokrzyski;
- 2002 - I Nagroda w IV Triennale Polskiego Rysunku Współczesnego, Lubaczów • II Nagroda Hetmana Kraju Pilźnieńskiego w III Biennale Rysunku Środkowoeuropejskiego, Pilzno • Nagroda Centrum Kultury i Sztuki, Kalisz • II Nagroda w XI Ogólnopolskim Salonie Plastyki “Egeria 2002″, Ostrów Wielkopolski • Wyróżnienie w VI Jesiennym Salonie Sztuki, Ostrowiec Świętokrzyski • I Nagroda na IV Triennale Polskiego Rysunku Współczesnego, Lubaczów • Wyróżnienie Honorowe w Konkursie o Nagrodę im. Daniela Chodowieckiego, Sopot;
- 2003 - Nagroda Ministra Kultury w Biennale Tarnowskie Klimaty, Tarnów • Nagroda Sant Lluc XXIV Międzynarodowy Konkurs Rysunku, Barcelona • Grand Prix Konkursu „Praca Roku” (2002), Katowice • I Nagroda w konkursie „Obsesja Papieru”, Warszawa;
- 2004 - Główna Nagroda w XLII Międzynarodowym Konkursie Rysunku Fundacji Ynglada – Guillot, Barcelona • Wyróżnienie w V Triennale Polskiego Rysunku Współczesnego, Lubaczów • Główna Nagroda w konkursie na plakat w 60 rocznicę wyzwolenia KL Auschwitz-Birkenau;
- 2005 - Nagroda Równorzędna w Konkursie „Praca Roku” (2004), Katowice • Wyróżnienie na V Triennale Polskiego Rysunku Współczesnego, Lubaczów;
- 2006 - Grand Prix, Konkursu „Praca Roku” (2005 r), Katowice • II Nagroda w Ogólnopolskim Konkursie na rysunek i grafikę „Przeciw przemocy - czerwiec 76” • Wyróżnienie w XII Międzynarodowym Biennale Grafiki i Rysunku, Taizhong (Tajwan) • III Nagroda w VI Triennale Sztuki Sacrum, Częstochowa • Wyróżnienie w Ogólnopolskim konkursie na rysunek im. Andriollego, Nałęczów • I Nagroda w Ogólnopolskim konkursie plastycznym na rzeźbę, grafikę i malarstwo „14 dni pod ziemią - niezłomni z Piasta”, Katowice-Bieruń.

## Wystawy

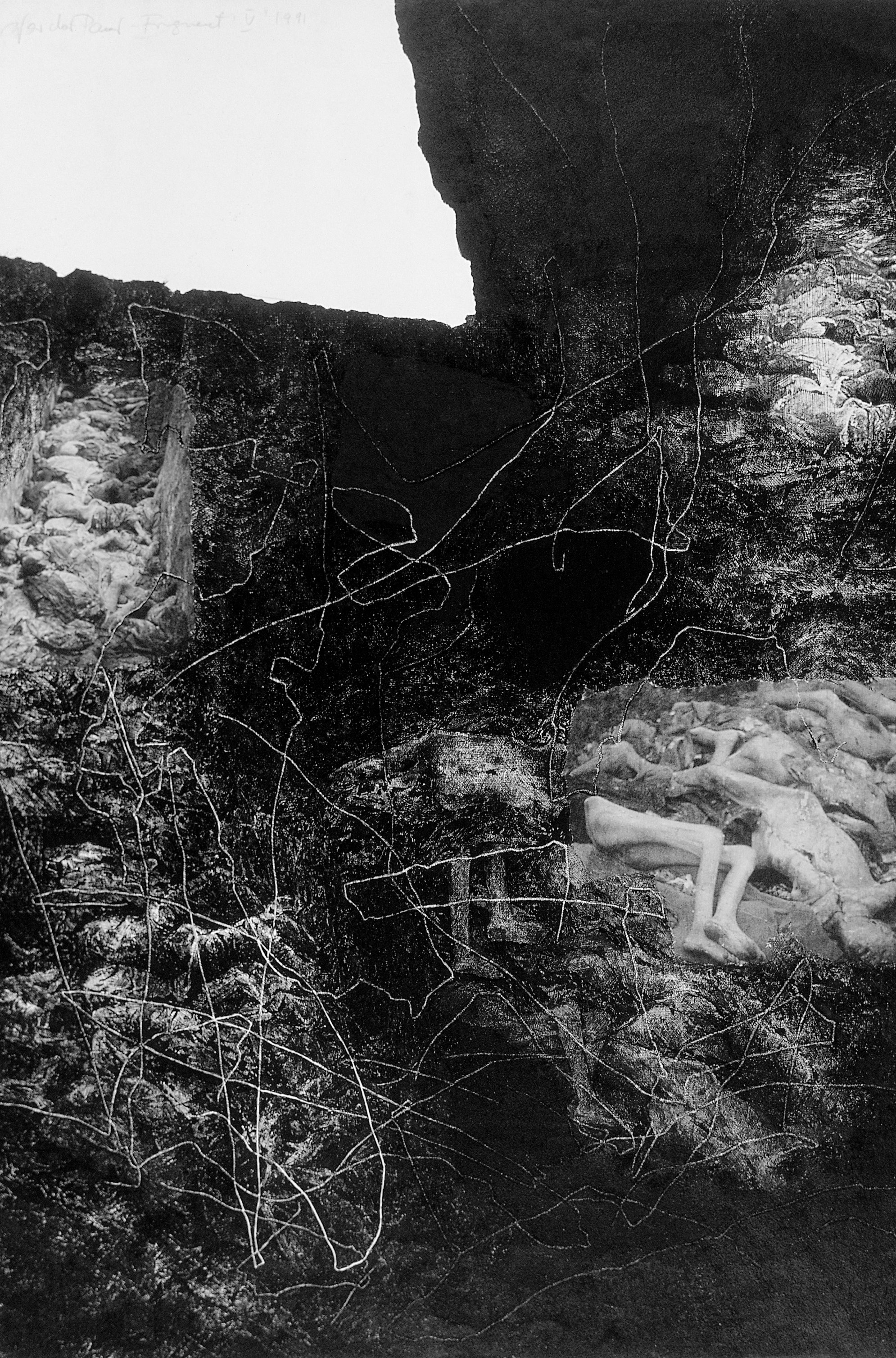
P. Warchoł. Rysunek 2 z cyklu „Fragmenty”

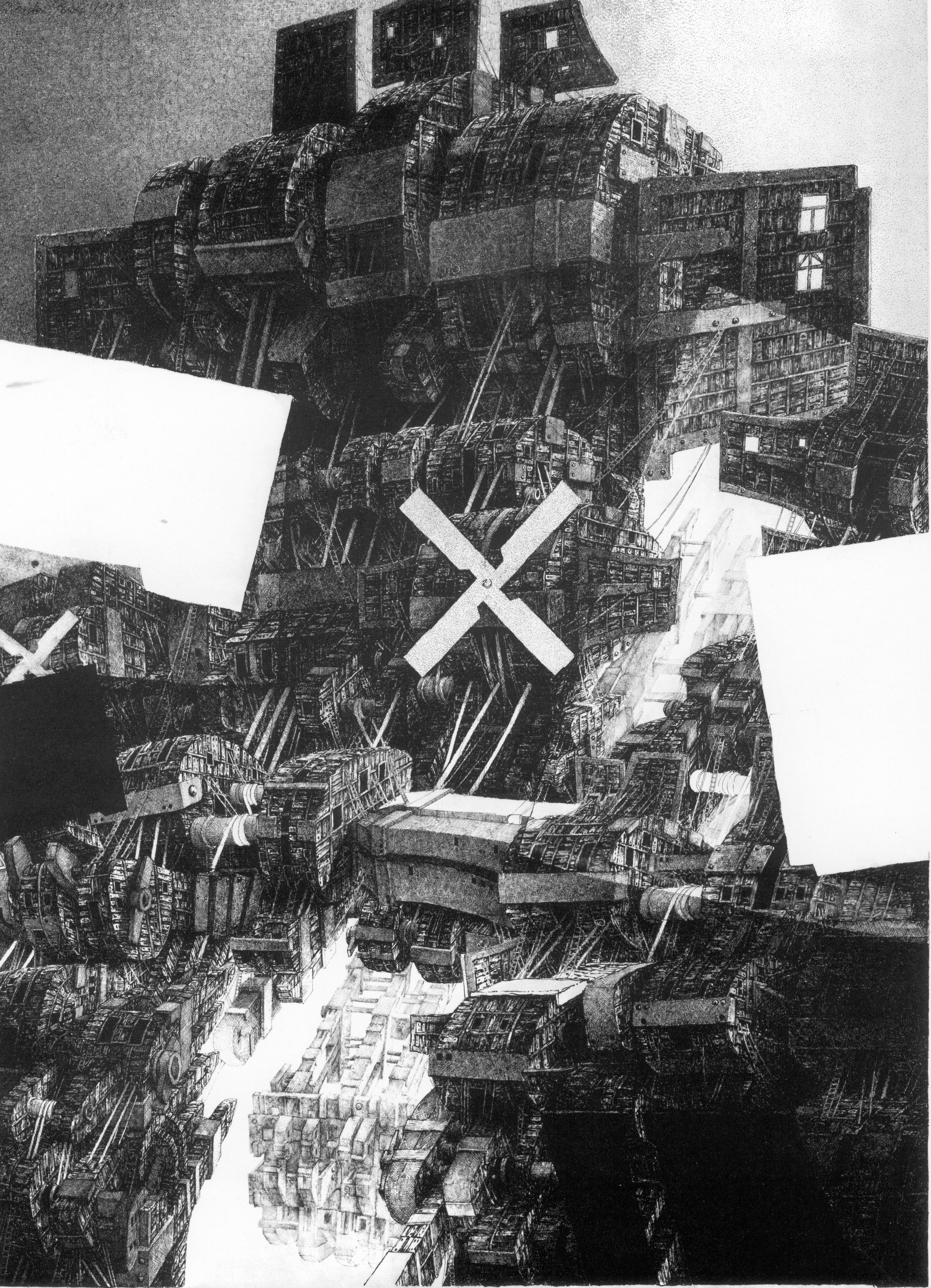
P. Warchoł. Rysunek 300a12 z cyklu „Holzmachiny”

Prace artysty są praktycznie nieustannie prezentowane na wszystkich liczących się wystawach sztuki współczesnej, tak w kraju, jak i za granicą.
Wystawy indywidualne:
Ponad 50 wystaw indywidualnych; wielokrotnie w Krakowie, Katowicach, Bielsku-Białej oraz w Warszawie, Berlinie, Münster, Dachau, Czadcy, Bytomiu, Tarnowie, Chorzowie, Stutthof.
Wystawy zbiorowe
Ponad 300 wystaw zbiorowych m.in. w Krakowie, Katowicach, Wrocławiu, Warszawie, Poznaniu, Kolonii, Londynie, Berlinie, Barcelonie, Monachium, Getyndze, Wiedniu, Vermont.
Prace Pawła Warchoła posiada w swoich zbiorach m.in.:
- Muzeum Narodowe w Krakowie
- National Taiwan Museum of Fine Art, Taizhong
- Muzeum Śląskie w Katowicach
- Państwowe Muzeum Auschwitz-Birkenau w Oświęcimiu
- Państwowe Muzeum na Majdanku
- Muzeum Królewskiej Akademii Sztuk Pięknych, Barcelona
- Muzeum im. Jacka Malczewskiego w Radomiu
- Muzeum Okręgowe Ziemi Kaliskiej w Kaliszu
- Muzeum Okręgowe w Bielsku-Białej
- Muzeum w Lubaczowie
- Muzeum Miasta Jaworzna
- Muzeum Okręgowe w Suwałkach
- Muzeum Plakatu w Wilanowie